# Nahořanské tůně
Nahořanské tůně jsou přírodní památka v katastrálním území Běleň v okrese Český Krumlov v Jihočeském kraji. Tvoří je dvojice tůní v nivě Vltavy jižně od Nahořan. Předmětem ochrany je populace stulíku malého.

## Historie
Chráněné území vyhlásil Krajský úřad Jihočeského kraje v kategorii přírodní památka s účinností od 25. září 2021. Ke druhému vyhlášení došlo 27. května 2022. Údolní niva, v níž se přírodní památka nachází, byla do poloviny dvacátého století obhospodařována jako louka.

## Přírodní poměry
Přírodní památka s rozlohou 1,9 hektaru leží v katastrálním území Běleň, které je součástí obce Malšín v Jihočeském kraji. Nachází se v Šumavském podhůří v nadmořské výšce 509–514 metrů podél Vltavy jižně od Nahořan. Území se z velké části překrývá s evropsky významnou lokalitou Vltava Rožmberk–Větřní. Chráněné území je rozdělené do dvou dílů, vzdálených od sebe asi 350 metrů.

### Abiotické poměry
V geomorfologickém členění Česka přírodní památka leží v Šumavském podhůří, konkrétně v jeho podcelku Českokrumlovská vrchovina a okrsku Rožmberská vrchovina. V geologické stavbě okrsku převládají moldanubické pararuly s četnými vložkami krystalických vápenců, erlanů, amfibolitů, eklogitů, kvarcitů a biotitické ortoruly. Reliéf území je rozčleněn hlubokými údolími Vltavy a jejích přítoků.
Koryto Vltavy má v okolí přírodní památky téměř přirozený charakter. Jádrem chráněného území jsou dvě tůně, z nichž jedna je propojena přímo s řekou. Dna obou tůní jsou bahnitá a obě nádrže zarůstají zelenými řasami a sinicemi. V době před vyhlášením přírodní památky byla hladina v obou tůních v důsledku několika suchých let oproti normálu snížená. Další dvě tůně se nacházely v ochranném pásmu přírodní památky. Větší z nich je zcela zazemněná. Menší částečně existuje a zasahuje do severního cípu přírodní památky.
V rámci Quittovy klasifikace podnebí se chráněné území nachází v mírně teplé oblasti MT3, pro kterou jsou typické průměrné teploty −3 až −4 °C v lednu a 16–17 °C v červenci. Roční úhrn srážek dosahuje 600–750 milimetrů, počet letních dnů je 20–30, počet mrazových dnů se pohybuje od 130 do 160 a sněhová pokrývka zde leží 60–100 dnů v roce.

### Flóra a fauna
Předmětem ochrany v přírodní památce jsou dvě tůně s výskytem makrofytní vegetace přirozeně eutrofních a mezotrofních stojatých vod, které tvoří asi tři procenta rozlohy území. Druhým významným společenstvem, které se ovšem vyskytuje mimo vlastní chráněné území v korytě Vltavy, je makrofytní vegetace vodních toků. Cílem ochrany je udržet a podpořit populaci kriticky ohroženého stulíku malého (Nuphar pumila). Kromě něj na území evropsky významné lokality Vltava Rožmberk–Větřní rostou silně ohrožené druhy stolístek střídavokvětý (Myriophyllum alterniflorum) a rdest prorostlý (Potamogeton perfoliatus).
Ze vzácných nebo ohrožených druhů živočichů byly v blízkém okolí tůní pozorováni vážka klínatka rohatá (Ophiogomphus cecilia) a skokan hnědý (Rana temporaria).